# Cyrtopodion golubevi
Cyrtopodion golubevi  (лат.) — вид ящериц семейства гекконовых.

## Распространение
Центральная Азия: Иран (провинция Систан и Белуджистан; 100 км на северо-запад от Ираншехра, около Базмана. 27°52’ N 60°06’ E, на высоте 1060 м)

## Описание
Имеют длину тела от 43 до 59 мм, хвост от 53 до 79 мм. Морда тупоконечная с очень большими глазами. Скалистые участки в аридных областях. Вид назван в честь герпетолога Михаила Леонидовича Голубева (1947—2005), который эмигрировал в 1990-е годы в США и работал в Калифорнийском университете в Дэвисе а также в Сиэтле, соавтора «Гекконы фауны СССР и сопредельных стран» (1996).